# パナソニックのテレビブランドの変遷
パナソニックのテレビブランドの変遷（パナソニックのテレビブランドのへんせん）では、パナソニック（旧：松下電器産業を含む）で発売された全てのテレビブランドを示す。パナソニック（ナショナル）のテレビブランドの変遷は以下である。

## 嵯峨（さが）
1965年発売。同社ではそれ以前から可変容量ダイオード（バラクタ・ダイオード）をチューナー部に採用した白黒テレビを「人工頭脳テレビ」「黄金シリーズ」として販売しており、そのなかの1ブランドとして登場した。
「和」を感じさせるネーミングやロゴとは裏腹に、ウォールナット材を生かした重厚なデザインは、北欧家具のようなモダンさを目指したものだった（脚と天板の面縁はブナの無垢材）。1965年度のグッドデザイン賞を受賞。「嵯峨」は白黒テレビにも関わらず19型（TC-96G）で72500円と、現代では約70万円ほどに相当するとても高価なものだったが、発売以降5年間で130万台を売るロングセラーとなる。商品カタログや広告宣伝などで使われた「嵯峨」のロゴは、棟方志功（版画家）の筆によるもの。
「嵯峨」をきっかけに「歓」（シャープ）「王座」「名門」（東芝）「薔薇」「日本」（三洋電機）「高雄」（三菱電機）「太陽」（NEC）、「王朝」（ゼネラル）といった、日本調のネーミングや木目をあしらった豪華さを特徴とする「家具調テレビ」ブームが勃発した。

## パナカラー（PanaColor）
1966年発売。同社ではカラーテレビの発売は早かったが、ブランド名を使用し大々的にアピールされるようになったのはこの年からである。初代パナカラーは「嵯峨」のイメージを引き継ぐ重厚なデザインを採用し、チャンネル選択時の調整補助機能として「マジックライン」（緑の線で細くなる状態になれば良好な受信状態となる）が搭載され、それをPRするために「マジックおじさん」(ラジオ・テレビCMでの声は藤村有弘、テレビCMでのアニメーション製作は東映動画（当時） が担当。決め台詞である「ドント・フォルゲット」は流行語にもなった）というキャラクターが作られた。当時のキャッチコピーは「美しい自然色のパナカラー」。
発売当初は真空管とトランジスタが併用されていたが、半年後には真空管を1本も使わず、当時としてはまだ珍しかったIC回路とトランジスタを併用したことで消費電力を抑え、前述の「マジックライン」とボタンを押すだけで自動的に色彩調整を可能とする「オートマジック」が搭載された「黄金回路パナカラー」が発売された。
1970年代に入りカラーテレビが一般化すると「パナカラー」は同社製カラーテレビ全般の総合名称として使用されるようになり、カタログの表紙や広告に記載されるのみとなった。また、多くの派生ブランドも登場している（後述）。
1970年代前半は、ブラウン管の技術方式である「エバートロン」をカラーテレビのブランド名としても使用していた。
1980年代に入ると、広告では当時最大級の26型ブラウン管モデルと、36/40インチのリアプロジェクションテレビ「BIG**」（**は画面サイズ）を「ビッグパナカラー」と総称していた。また、江夏豊（当時、日本ハム）をCMに起用した「ワールドシリーズ」モデルがあった。

## パナカラー クイントリックス
1974年発売。『クイントリックス』と名付けられた新ブラウン管の採用により大幅にコントラストや明るさが改善されただけでなく、シャーシ部分も一新したことで、従来の同社製テレビに比べて圧倒的な省エネ性能を実現した。これらに加え、坊屋三郎が「クイントリックス」を連呼し「英語でやってごらんよ。外人だろ、あんた。発音駄目だねえ」という台詞を発するCMが話題となったことで、「クイントリックス」という商品名を幅広い世代に認知させることに成功し、50万台を売る大ヒット商品となった。
それ以降は『Woody（ウッディ）』（1976年）『輝（かがやき）』『ヒーロー』（1978年）『魁（さきがけ）』（1980年）の順で派生ブランドが登場している。1977年にはコミカル路線CMの第2弾として千昌夫・ジョーン・シェパード夫妻（当時）を起用し、「イワテケーン（岩手県）」の台詞が流行語となった。この頃から一部機種にはまだまだ12キーリモコンでは無いもののチャンネル／音量＋－のみのリモコンが付属されるようになる。「輝」のCMには五代目三遊亭圓楽が出演していた。
『ヒーロー』からは音声多重放送に対応し、FMラジオ受信機能を搭載した『魁』のCMには阿久悠、秋山庄太郎が、『魁』の前身モデルとなる「音声多重クイントリックス」のCMにはタモリ、団しん也が出演していた。また同時期には、スピーカーを別売とした『セパレート77』シリーズも存在した。魁は音声多重内蔵TVで、ステレオ放送と2ヶ国語放送が楽しめる。音に力が入っており、密閉式2ウェイ4スピーカーは評価が高く、FMステレオチューナーも内蔵されている。音多対応機種はチャンネル表示の文字色が放送の種類により異なり、モノラル放送時は「緑」・ステレオ放送時は「黄」・音声多重（二か国語）放送時は「赤」とそれぞれ使い分けられていた（アナログTV放送終了と共にチャンネル文字の色分け表示機能は廃止）。
また、「クイントリックス」は海外でも「Quintrix」の名で販売されていた。
大型上位機種は「サラウンドスピーカー出力端子」を本体後面に搭載。ナショナル・パナソニック純正の別売りサラウンドスピーカーをつなげばサラウンド効果が強調される仕組みになっていた（ただしサラウンドスピーカーは必ず2個つながないと音が出ず、また効果音を出す仕組みのため大音量は得られなかった。サラウンドスピーカー以外のアナログオーディオ機器やアクティブスピーカーは接続不可。1994年以降発売「ヨコヅナ」以降よりサラウンドスピーカー出力端子は廃止され、サラウンドスピーカーも1993年限りで生産終了）。フロントスピーカーも外付けになっていた機種があり、ピンプラグ式ではなく付属スピーカーケーブルを「フロントスピーカー出力端子」へ直付け接続する形だった（付属スピーカー以外の単体コンポ用スピーカーをつなぐと音がひずんだり、スピーカーが発熱して火災などを引き起こすおそれあり）。また「AV端子非搭載の旧型TV受像機でステレオと音多放送を楽しむための専用アダプター」もかつて発売されていた（のちにTV全機種へのAV端子標準装備に伴い、音多アダプターは生産終了）。

## パナカラー α（アルファ）
1981年発売。ソニーのトリニトロンカラーモニター「プロフィール」シリーズと同じコンセプトを持ち、シンプルなモニター風のデザインやシステムアップのしやすさなどを特徴とした「コンポーネントα」として発売され、CMには滝田栄が出演していた。同時期には兄弟モデルとしてビデオ入力端子を標準装備した（音声多重機能は後付け）スリムタイプの家具調テレビ「CRYSTAL Woody(クリスタルウッディ)」シリーズも発売された。
1982年には、櫛型フィルタを搭載し、当時「ニューメディア」と呼ばれたキャプテンシステムやMSXパソコンと接続できるRGB端子を後付けで装備できた「αデジタル（TH26-Z33VR、TH20-B33VR、TH18-C33VR、TH16-J33VR、TH14-N33VRなど）」が登場 し、1983年10月には「α2000（TH28-D55GR、TH21-H55GR→TH21-H56GR、TH19-L55GR、TH17-T55GR、TH15-M55GR）」と、モノラル音声タイプ（1スピーカー）でビデオ入力端子のみの「αジュニア（TH21-H1VR、TH19-L1VR、TH17-T1VR、TH15-M1VR）」（84年発売）までイメージキャラクターに沢田研二を起用していた。1983年には「魁」シリーズ後継として、「αデジタル」や「クリスタルウッディ」とシャーシを共用する家具調AVテレビ「彩（いろどり）」も発売され、こちらのCMには畑正憲が出演していた。
1984年にはカラーモニター「αTUBE（アルファチューブ）」（TH28-DM03）が発売された。レイアウトフリーを実現し、そのままで床に置くことを可能とした斬新な曲線デザインが特徴で1985年のグッドデザイン大賞を受賞している。
この前後の時期から、テレビ受像機のデザインの変化（家具調デザイン→モニター風デザイン）に伴い省スペース化が実現したことやレンタルビデオなどの登場で拍車がかかったAVブームに呼応するように大画面テレビが登場し始める。当時のカタログでもテクニクスブランドの音響機器やビデオデッキ『Hi-Fiマックロード』などと、大画面テレビを組み合わせたAVシステム（現在で言うホームシアター）へと発展できるような提案がされていた。
1985年に発売された「α2000」のマイナーチェンジ版ともいうべき「α2000X（TH21-H88GR）」はテレビ累計生産1億台の記念モデルとなった。この時期には星野仙一がイメージキャラクターとして起用されている。これと時を同じくして、「αジュニア」のマイナーチェンジ版といえる「αジュニア2000」も発売された。
1986年春にはサラウンドスピーカー端子（スピーカーは別売）を搭載した「αサラウンド（TH28-D30AV、TH28-D20AV、TH24-F30AV、TH24-F20AV、TH21-H15AV、TH21-H25AV、TH19-L25AV）」。
1986年暮れには新開発「フラットARTブラウン管」や「ツインターボスピーカー」を搭載し、より大型の29型・33型をラインナップに加えた「αArt（アルファアート）」が登場した。イメージキャラクターには渡辺謙が起用され、CMでは「新しい。美しい。大きい。」「AVテレビは、でっかくありたい。」と謳っていた。また、「αArt」には、「αサラウンド24（TH24-F30AV、TH24-F20AV）」の後継機種といえる26型のほかに、「αサラウンド21（TH21-H15AV、TH21-H25AV）」の後継機種といえる21型、「αサラウンド19（TH19-L25AV）」の後継機種といえる19型も存在し、特に21型と19型については、奥行きが39cm台と、当社がかつて発売していた14型カラーテレビ（TH14-N20など）の奥行き（約40cm）をも下回るコンパクトさから「うす型」ともいわれていた。
「αサラウンド」「αArt」の一部シリーズはAVサラウンドハイファイシステムとも名乗り、両シリーズをベースとした、テレビ底部に威風堂々としたスピーカーボックスを内蔵した機種（TH24-F30AV、TH-33FD1など）が存在していた。見た目は当時のプロジェクションテレビに近いスタイルで、スピーカーに場所を取られるため、市販のAVラックでは無理がありビデオなどを入れたい場合は専用の薄型AVラックを利用する必要がある。専用のラックにはテレビを固定するための軸が出ている。このスピーカー内蔵タイプのみ、木目調のデザインを採用していた。また、29型と26型には「αジュニア2000（TH28-D7VR→TH28-D8VR、TH24-F8VR）」の後継機種ともいえる、ステレオスピーカーが非搭載（1スピーカーで、モノラル音声のみ）の「鮮やか大画面」という廉価機種も存在していた。
なお「αArt」シリーズが、Nationalブランドで発売されるテレビとしては最後のモデルになった。
大型上位機種は後面に「VTRシステム端子」を搭載しており、システムコントロール端子付きナショナル・パナソニックVTRとAVおよびリモートワイヤー接続すれば連動操作が可能（AVケーブルは必ず「ビデオ入力1端子」に接続。VTRの再生ボタンを押せば「ビデオ1」に、VTRの電源を切れば「チューナー」にそれぞれ自動で画面が切り替わる。さらにBSアナログ内蔵テレビとBSアナログ非搭載ビデオをVTRシステム接続すれば「BSタイマーコントロール」機能が動作し、TV側で行ったBS予約内容がリモートワイヤー経由でビデオへ転送される。録画中は「BSロック」機能が動作するためBSアナログ側はチャンネル変更不可）。なおS映像入力端子とモニター出力端子は21型以上の中型・大型機種のみ装備している。
モノラルテレビのうち大型の25型・29型・33型は「B1/B2」シリーズが最後となり、「パナカラーイクス」以降のシリーズは25型以上の大型機種が音声多重搭載に統一。モノラルテレビは21型以下の小型パーソナルモデルのみとなった。
かつては本体後面に「アンテナケーブルホルダー」があり・地上波アンテナ端子は後面上部に搭載されて「アンテナ線の加工・接続方法」がその近傍に表記されていたが、本機以降のモデルよりアンテナ入力端子は後面左下部に移設され、ケーブルホルダーは廃止。アンテナ線の加工・接続方法は取扱説明書のみへの表記となった。
本シリーズが発売された頃には「BSアナログ放送」が始まり、地上アナログチューナーのみ搭載のTVにつなぐ外付BSアナログチューナーも発売。上位機種は「ヘッドホン端子」・「S出力端子」・「光&同軸デジタル出力端子」が搭載されており、(1991年に開局した有料チャンネル「JSB」を視聴するための)WOWOWデコーダー内蔵機種も発売されていた（外付BSアナログチューナーは1999年限りで販売終了）。

## パナカラーイクス (PANACOLOR X)
1988年発売。この年からAV機器にもPanasonicブランドが導入される。同ブランドで発売された最初のテレビとなったが、1989年までは「パナカラーイクス」をパナソニックブランドで、同サイズの「αArt」を従来通りナショナルブランドで併売していた。
21 - 33型までをラインナップに据え、翌年に本放送を開始するアナログBSチューナー（29型以上の一部機種には文字放送チューナーも併せて搭載された）と、スピーカーをテレビ本体に内蔵することでキャビネット部と一体化させたデザインやスリムな開口部を持ち、高音質・重低音再生を特徴とする「ドームスピーカー」を初めて搭載した。また地上波アンテナ入力端子は以前のVHF・UHF別々から「VU混合入力」へと改められ、UV分波器が不要となった（但しネジ式F型接栓接続には非対応。アンテナ線がVU別々の場合は市販の混合器が別途必要）。
発売当初のキャッチコピーは「大画面&コンパクト」。CMにはAV機器全般のイメージキャラクターを務めていたジョージ・ルーカスや、彼がデザインしたロボットキャラクター「スパーキー」が登場し、CM曲としてモーツァルト「交響曲第41番『ジュピター』」（第1楽章）が使用された。同時期には、ソウルオリンピックの開催に合わせた広告展開も行なわれている。
1989年には「スーパードームスピーカー」やドルビーサラウンドシステム、新開発の「NEWファインARTブラウン管」を搭載し、「ハイグレードAVテレビ」と位置づけられたXA1シリーズ（XA1シリーズのみ37型が存在した）が登場し、『インディ・ジョーンズ/最後の聖戦』の映像を使用したCMも放送された。また、同年にはデザインをよりシンプルなものへと変更し、操作系を一体化したスライドパネルを装備するXW1/X1/XS1/XV1シリーズ、「私は普通の黒いテレビとは違います」という謳い文句でキャビネット部を木目調とした「ARBRE（アルブル）」（TH-33XF1、TH-29XF1、TH-29FW1）が登場している。また「パナカラーイクス」を上回る大画面テレビとして、当時最大の43型ブラウン管を搭載した「VIP43」も存在した。これは「アルブル」シリーズと同様の木目調キャビネット、テレビ台にステレオスピーカーを内蔵、非常に高級感がありバブル期を象徴するデザインであった。またプロジェクションテレビ「GranVision43」も存在した。
1990年発売の「TH-21XV1」はAV入力に「ブリッジ接続」を採用。ビデオ入力1端子のみ前後面で直結されており、前後いずれか一方の端子からAV信号が入力されると（前後いずれか）もう一方のビデオ入力1端子からその（入力）信号が直接出力され、他機へのダビングやモニターに使用可能（後面端子にのみS映像入力端子を搭載し、右前面扉内にS映像・コンポジット映像出画切換スイッチを搭載）。但しダビング等をせず本機のみで通常のビデオ入力1映像を視聴する場合は前後いずれか一方のAVケーブルを外すか、前後いずれか一方の端子に繋いだ機器の電源を切って（電源プラグを抜いて）おかないと相互干渉により正常な映像が映らない(VTR、BD/DVDレコーダー、デジタルチューナーなどの据置機器はビデオ2端子への接続を推奨。ただしビデオ2端子はS映像入力非搭載)。なおモニター出力端子も併載しており（但し映像端子はコンポジットのみ）、そちらからはビデオ入力1・2両端子に入力された信号が出力される。モニター出力端子はアナログオーディオ固定出力やテレビ出力も兼用しており、BSアナログチューナー・地デジ・BS110度CSデジタルチューナー内蔵機種では加えて「外部録画出力」も兼用している（本機チューナーでの録画中は「チャンネルロック」機能が作動するため、シングルチューナーモデルはチャンネル変更不可）。
サラウンドメニューは「ステレオ（ワイド）」・「モノラル」2種類のみ（サラウンドレベル調整機能と音声メニューは大型上位機種のみ搭載）。モノラルサラウンドを選ぶ場合はリモコンの「音声切替」ボタンで「強制モノラル再生」モードにしたのち、サラウンドボタンで「モノラルサラウンドオン」にする（外部入力画面では「ステレオ」・「モノラル」両サラウンドメニューを表示。電源を切ると強制モノラル再生モードは解除され通常のステレオ再生モードに戻る。アナログTV放送終了と共に強制モノラル再生モードとモノラルサラウンドメニューは廃止。BSアナログチャンネルは高音質放送なので強制モノラル再生非対応）。
リモコンは（今日の地デジテレビ「ビエラ」に標準装備の）「カラーボタン」を搭載していたモデルが25型以上の大型上位機種にあり、画面からの指示により4色ボタン（青・緑・赤・黄）を押すことで映像・音声メニューの細かい調節ができた。
TH-14V2の後継機として1991年に発売されたモノラルテレビ「TH-14V3」には「オン・オフタイマー」と「本体内蔵時計&時計コール」機能があり、付属リモコンには「ビデオデッキ操作ボタン」が搭載されていた（ただしナショナル・パナソニック機のみ操作可能で他社製品操作は不可。アンテナ端子はVU別々。AV入力は1系統2端子で前面優先。本機がモノラルテレビ「Vシリーズ」最終モデルとなり、後継は「Zシリーズ」へ移行）。
ライバル機種は「プロフィール・スター」「ドラマゾーン」（ソニー）「バズーカ」（東芝）「CZシリーズ」（三菱電機）など。いずれもアンプ不要のドルビーサラウンドシステムや、独自方式の高音質スピーカーを搭載していた。また「パナカラーイクス」の登場により、他社もスピーカー内蔵型が主流となった。
BSアナログチューナー内蔵機種の場合、「付属アンテナプラグは地上放送専用のためBSアンテナ入力端子への接続禁止（市販のBS対応接栓・ケーブル・分波器を別途用意する必要あり）」である旨が取説に記載されている。
なお、「パナカラーイクス」は「パナカラー」ブランドを冠した最後のテレビで、これを最後に消滅した。
小型パーソナルテレビ「ピエドラU4シリーズ（6型・8型・11型）」は（外部アンテナ端子に加え）本体にロッドアンテナを搭載しており、6型「TH-6U4」は持ち運び可能な小型ブラウン管テレビとして当時業界最小モデルだった。

## 画王（がおう）
1990年10月発売。発売当初のキャッチコピーは「画王生誕。」「BS時代の新・テレビジョン」。
「パナカラーイクス」の後継ながら同社のカラーテレビ事業30周年の節目にふさわしく、全く新しいコンセプトで発売された。ブラウン管を平面に近づけた「スーパーフラット&ブラックマスク」、従来のドームスピーカーよりも容積をコンパクト化しながらも低音域を従来以上に再生する「重トーンドームスピーカー」（29型・33型に採用）、明るさを自動調整する「カメレオンAI」などからなる新技術を多く導入した。なお1992年発売の「VS20/VS25/VTS25/VTS30シリーズ」は、特殊な亜鉛材をスピーカーコーンに塗布して音の歪みを防ぐ「ウィスカ重トーンドームスピーカーシステム」を採用している。
デザイン面では「ノイズレスデザイン」のコンセプトの元、画面両側を特殊シートで覆い、スピーカーを意識させないシンプルなデザインを特徴とした。このシンプルなデザインは「画王」シリーズだけでなく、以降のパナソニック製大型テレビのデザインアイデンティティとして受け継がれる。
さらに、当時家電業界ではタブーとされていた漢字2文字に濁点を入れたネーミングも特徴だった。津川雅彦が「画王国」の王に扮し「テレビじゃ画王じゃ!」と叫ぶテレビCMは話題を集め、そのネーミングと共に強いインパクトを与えた。

このCMは「特定企業の製品が王を自称する、画王というネーミングは、そのイメージから公正な競争を阻害する」というクレームが同業者から寄せられ新聞でも取り扱われたが、結局はCMをマイナーチェンジすることで決着した（前述の「テレビじゃ〜」というコールがなくなった）。
後に漫画『わ〜お!ケンちゃん』に津川雅彦演じる「画王国」の王がモデルのガオーと言う王様が登場している。
CMには他に西岡千恵子や流石組レイナ、トウカイテイオーなどが出演し、南流石が振り付けを担当したCMソングに乗せた踊りで大画面テレビの楽しさをアピールした。西岡などが歌うCMソングはCD化（シングル『画王生誕。』『画王の国からポイポイポイ』、ミニアルバム『とっても画王な物語』）されている。
発売後の年末までに20万台、1年で約100万台を売り上げ、累計生産台数300万台を記録する大ヒットモデルとなった。多機能や高画質・高音質を盛り込みながら比較的手の届きやすい価格（衛星放送チューナー搭載の29型「TH-29VS10」で20万円を切っていた）を実現していたこともヒットにつながり、1989年に発売された「バズーカ」（東芝）と合わせ大画面テレビ市場を二分する存在となる。他のライバル機種としては「キララバッソ」（ソニー）や「帝王」（三洋電機）などが挙げられる。
バリエーションとしては43型のプロジェクションテレビ「画王43」や、前ブランドの「パナカラーイクス ARBRE」と同様に、キャビネット部にマホガニーを使用した木目調の「純木画王」も存在した。その他には25型・29型・33型といった大型のテレビデオが「画王」のブランド名称で販売されたり（小型モデルは「2SHOT（ツーショット）」の名称だった）、画面サイズが16:9の「ワイド画王」も後年に登場している。なお、ビデオデッキは「録画王」「ビデオ画王」の名称で販売されていた。こちらのCMには鈴木保奈美が出演している。なおプロジェクションテレビはアンダースピーカーを採用し・画面と台座が一体化していたため、AV機器は別売りラックを横に置く方式で収納していた（このためレギュラーサイズのブラウン管テレビより広い設置空間を必要とし、床面は機器の重さに耐えられるよう補強する必要があった）。
1991年には、初のアナログハイビジョン（MUSE方式）テレビ「TH-36HD1」が発売される。36型で450万円と非常に高価だった。また当時自社生産していた衛星パラボラアンテナもリフレクタ（反射鏡）の表面に「画王」ロゴが描かれていた（TA-BS6035/6035E/6045のみ）。
1992年発売の「TH-14JS1」は、BSアナログチューナー内蔵テレビとして当時業界最小モデルだった（本体内蔵スピーカーはモノラル）。14型のBSアナログチューナー内蔵機は本機のみで、以降のBSアナログ内蔵機は21型以上の中型・大型モデルのみとなった。
1993年には「ZS1シリーズ」としてモデルチェンジ（29型「TH-29ZS1」のみ発売）。翌1994年発売の「GF1シリーズ（TH-29/25GF1）」が画王シリーズ最終モデルとなった。
余談であるが、松下電器と提携していた韓国の亜南電子（旧・亜南電器および亜南・ナショナル）も「画王」（ただし読み方は「ファーワン（화왕）」）ブランドでテレビを販売していた。
なお「日清ラ王」の商品名はこの「画王」から拝借したものである。
25型以上の大型上位機種（VS25/20シリーズなど）は映像オフに加え「スターダスト」メニューも搭載しており、夜空で星が瞬いているかのような画面演出が可能だった（翌年以降モデルよりスターダストメニューは廃止され「映像オフ」メニューのみ存続）。
本シリーズよりチャンネル設定方法が大幅変更され、（先代「パナカラーイクス」までのアナログ選局式から）「1位と10位の数字変化に連動して画面が切り替わる選局方式」に変更（TH-14V3を除く）。これにより電波の弱い地区・環境でも目的のアナログUHFチャンネルを確実に呼び出せるようになった（本体チャンネル設定ボタンは収納式前面操作パネル内にあり、設定時は選局・音量ボタンを設定と表示書換ボタンに兼用。移動の際パネルが急に飛び出すのを防ぐ白色ロックレバーが右前面入力端子扉内に付いていた）。画面の色合い・色の濃さ・明るさ・シャープネス・黒レベル調整も（先代「パナカラーイクス」までの本体前面扉内アナログダイヤル式から）「リモコンのメニュー画面で調整する方式」へと改められている。「表示書換」では、放送の無いチャンネル数字を「0」に表示させると順送り選局時にスキップし、放送のあるチャンネルのみを映し出せるようになっている（先代「パナカラーイクス」シリーズまでは1位数字を0表示させただけではスキップできず、必ず10位数字も0表示させ「00」としなければなかったが、画王以降のシリーズは「1位数字を0表示させるだけでスキップ可能」となった）。
音量表示は前作「パナカラーイクス」まではバーのみの表示だったが、「画王」以降のシリーズからは「数字とバーによる音量表示」に改められて現在に至っている（TH-14V3を除く）。外部（ビデオ）入力画面表示も前作「パナカラーイクス」までは「V1」・「V2」などの略称表示だったが、本年以降発売機種より「ビデオ1」・「ビデオ2」などの正式名称表示に変わり、同時に「映像入力信号がない黒画面時は、映像信号が入力されるまで『ビデオ1』などの入力画面表示が出続ける」方式に改められている（TH-14V3を除く。S端子搭載機種の場合、S-VHSのビデオデッキやビデオカメラをSケーブルでつないだ場合は「S-ビデオ1」などと表示）。また上位機種は「サラウンドレベル調整機能」も搭載。
音声多重放送は前作「パナカラーイクス」までは「メイン（主音声）」と「サブ（副音声）」いずれかしか選べず主音声と副音声の同時再生ができなかったが、「画王」以降のシリーズより主音声と副音声の同時再生モード「主+副」が新設されている(主音声は左スピーカーより・副音声は右スピーカーよりそれぞれ再生され、サラウンド機能は無効になる。なおヘッドホン接続時に「主+副」を選んだ場合、モノラルイヤホンを接続した場合を考慮し主音声を再生)。
前作「パナカラーイクス」シリーズ以前の機種はアナログUHFチャンネルの手動設定方法が本体前面扉内にも書かれていたが、本シリーズ以降は取扱説明書のみへの表記に改められて現在に至っている。
「画王」ロゴが描かれていたパナソニック純正衛星アンテナの周辺部品は「室内設置用スタンド」もあったが1993年限りで販売終了となり、衛星アンテナ周辺部品の現行モデルは「（ベランダ・壁面・屋根上など）屋外設置」を前提とした構成になっている。

## ヨコヅナ
1994年発売。「ワイド画王」の後継に当たる。「ヨコヅナ」から、現在主流となっている16:9のワイドテレビに独立したブランド名称が与えられた。通常の「ヨコヅナ」と「ハイビジョンヨコヅナ」ではデザインに差別化がなされ、後者はより高級感のあるデザインとなっていた。中央部を曲線的なアーク状にすることにより専用台と一体化させたデザインも特徴で、従来「画王」として販売されていた大型の4:3テレビなどにも採用された。イメージキャラクターには松方弘樹と武田真治を起用し、後に篠原ともえを起用した。特に松方らが起用された頃には、今見た映像を少しだけ巻き戻して見られるプレイバック機能を宣伝していた。そのこともあってCMソングは山口百恵の『プレイバックPart2』だった。またこのCMではプロ野球選手・音重鎮（当時広島東洋カープ所属）が外野フェンスによじ登りホームラン性の打球をキャッチした、実在のプレー映像が使われた。
地上波アンテナ入力端子は本シリーズよりネジ式となり、F型接栓も接続可能となった。初期設定は先代「画王」シリーズまでは本体ボタンでしかできなかったが、本シリーズより初期設定は（本体のみならず）リモコンでも可能となった（画面表示内容はリモコンで操作した場合と本体ボタンで操作した場合とで異なり、相互間クロス操作は不可。本体ボタンでの設定時は入力切替ボタンを項目選択ボタンに、チャンネルおよび音量ボタンを項目設定ボタンにそれぞれ兼用）。さらに表示書換機能は地上アナログチャンネルのみならず外部入力画面にも適用され、接続した機器に合わせた表示（「DVD」・「デジタル放送」など）へ書き換えることが可能となっている。逆にBSアナログチューナー内蔵モデルでは光・同軸デジタル出力端子が本シリーズより全廃されている（2000年以降発売のBSデジタル・地デジチューナー搭載モデルより光デジタル出力端子復活）。また（アナログオーディオ&外部録画出力兼用の）モニター出力端子は本年以降より「BSアナログまたはBS・110度CSデジタルチューナー内蔵機種のみへの搭載」となった他、ビデオ入力端子の「ブリッジ接続」機能も廃止され「21型以下のモノラルテレビにおける前面または側面端子接続映像優先出画」機能のみが残された。またBSアンテナ電源の入/切設定は（先代「画王」までの本体後面スイッチ式から）初期設定メニューで行う方式へと改められ、大型上位機種への背面端子カバー（コンシールドターミナル）・サラウンドスピーカー端子も廃止されている。
大型上位機種には「ゴーストリダクション」メニューが新設され、山間部など電波状況の悪い地区で発生しがちだった映像の二重映り（ゴースト）に悩まされない快適な視聴が可能となった（アンテナの設置・調整時はゴーストリダクション機能を無効にさせる。また電波状態によってはゴーストを除去しきれない場合あり。アナログTV放送終了と共にゴーストリダクション機能は廃止され、地デジはゴーストが一切出ない鮮明な映像を視聴可能。映りを良くするための「チャンネル微調整」も不要となった）。
なお、一時期はビデオデッキでもこの名称が使用されていた。
リモコンは表面に（チャンネル・音量など）主要ボタンのみを配置し、メニューなどのボタンは蓋を開けてから操作する手のひらサイズ「ポケットリモコン」を採用している。
前作「画王」は時計が内蔵され（ただし自動時刻修正機能は非搭載）、現在時刻を画面上に常時表示可能な「時計コール」機能も搭載していたが、本シリーズ以降は本体内蔵時計と時計コール機能が廃止されている。
29型以上の大型上位機種では（設置した場所の方角により映像が傾いて見える場合に）映像の傾きを補正する「地磁気補正」機能が初期設定メニューに新設（ブラウン管テレビ生産終了と共に地磁気補正機能は廃止）。場面に応じて高音・低音レベルを自動調整する「音声オート」機能も新設され、28型以上の大型上位機種は本体中央部にもスピーカーを設けた「ダイナミックトリプルスピーカー」方式を採用している（センタースピーカーの音を消して左右ドームスピーカーからのみ音を出すことも可）。
1996年には、初めてプラズマディスプレイを使用したテレビ「TH-26PD1」を発売している。また同年発売の48型プロジェクションワイドテレビ「TH-48HG1」は、日本ビクター（現：JVCケンウッド）へも「HV-48Z1」としてOEM供給された。
本機以降モデルよりリモコン信号の種類が「家電製品協会」規格に準拠した新方式に変更。パナソニック純正汎用TVリモコン&1993年以降に製造されたパナソニック製録画機に付属のリモコンでは、初期設定「パナソニック（松下）新1」のままで操作可能となっている（「画王」以前のモデルを操作する場合は「松下・旧」モードに設定）。
テレビデオ「2-SHOTシリーズ」のうち25型以上の大型機（画王・ヨコヅナシリーズ）は本シリーズを最後に生産終了となり、以降の2-SHOTシリーズは24型以下の小型パーソナルモデルのみとなった（画面上部にあったカセット挿入口と本体操作部は画面下部へ移設され、操作部とカセット挿入口を覆っていたカバーも廃止。モノラル機種は後面AV入力端子が廃止され、AV入力端子は前面1系統のみ搭載）。
モノラルテレビは「Zシリーズ」としてフルモデルチェンジ。「TH-21/14/10Z1」を皮切りに「Z3」シリーズまで受け継がれ、2000年まで生産された（翌2001年以降は「RFシリーズ」へ置き換え。10型は「Z1」のみ発売。本体内蔵スピーカーはVシリーズまでの「フルレンジ丸形1個を横向き取り付け」から「フルレンジ楕円型1個を前向き取り付け」に、アナログAV入力端子はこれまでの前面優先1系統2端子から「前面端子優先出画機能を廃した前後面1系統ずつ・計2系統」へそれぞれ変更。ただしTH-10Z1は前面入力端子非搭載で後面1系統のみ）。なおアナログUHFチャンネル設定方法は（上位モデルに採用されていた数字書き換え連動選局式ではなく、「パナカラー」・「Vシリーズ」以前の機種同様）「アナログ選局式」で、本体の音量ボタンを選局および表示書き換えボタンに兼用。設定は（「画王」以前の機種同様）本体ボタンのみ使え、この方式は最終モデル「RFシリーズ」まで受け継がれた。
取扱説明書は前作「画王」までは当該機種の機能を中心に説明する本編と・使用上の注意事項を説明する各機種共通別冊付録「カラーテレビの正しい使い方」の2部構成だったが、本機以降のモデルは注意事項説明が本編に集約されて1部構成へと改められている。さらにインクと印刷経費節約の観点から・カラー印刷は前作「画王」シリーズが最後となり、本機以降はモノクロ印刷になった。

## 美来（みらい）
1997年発売。ソニーがFDトリニトロン管を採用したフラットテレビ「WEGA（ベガ）」を発売したことに対抗し、ほぼ同時期に市場に投入される。従来のブラウン管をより平面に近づけた「ナチュラルフラットハイビジョン管」（完全フラットブラウン管では無い事はパナソニック自体も認めていた）や新開発の高画質回路を搭載して「WEGA」に対抗したが、「ヨコヅナ」と比べて販売上かなりの苦戦を強いられることとなった。そのため、「美来」から少し遅れて登場した「ピュアフラット」（TH-36/32FH1）というブランドで平面ブラウン管を搭載したハイビジョンテレビを併売していた。これはその後登場する「T（タウ）」のプロトタイプと位置付けられデザインもほぼ同じだったため、大々的な広告戦略は行われずにひっそりと販売されていた。
なお、「WEGA」の登場以前から平面ブラウン管を搭載したテレビの開発に関しては「画王」や1993年の「カラーフラットビジョン」（TH-14F1）で先行しており、これが翌年の「T（タウ）」の開発へと繋がっている。また大型上位機種はヘッドホン端子を2系統搭載し、右側端子は「本体スピーカーからも同時に音を出せ、2画面機能搭載機種は右画面の音声が聴ける『ファミリーイヤホン端子』」となっている。
テレビデオ「2-SHOTシリーズ」では、FMラジオチューナーを搭載した機種が発売されていた（Hi-FiモデルはFMステレオ対応だが、ワイドFMにはモノラル機含め全機種非対応。FMモード時は画面焼き付きを防ぐスクリーンセーバーとして、今聴いている周波数の文字表示が画面四隅へ順番に移動。FMアンテナ入力は地上波テレビアンテナ端子と兼用しており、VHFアンテナをFMアンテナに兼用。本体にFMロッドアンテナはなく、アナログUHFのみが送信されていた地域やVHF・FM両アンテナの向きが異なっていた地域では、市販のFM外部アンテナとFM・地上波TVアンテナ混合器が別途必要だった）。
普及モデル「TH-25ZA3」は、Zシリーズで唯一のステレオテレビだった（サラウンド&音声メニュー機能・モニター出力端子・BSアナログチューナーは非搭載）。
パナカラーの代より発売されていた「本体と台座が一体化し、AV機器類は別売りラックに収める43型以上の大型プロジェクションブラウン管テレビ」は、1996年発売「TH-48HG1（日本ビクター、現・JVCケンウッドへも『HV-48Z1』としてOEM供給）」を最後に生産を終了した。
1998年に掲載された「美来」の新聞広告「ハイビジョンが、にじんだ日。」は、同年の日本新聞協会が選定した新聞広告賞の広告主企画部門を受賞している。

## T（タウ）
1998年9月発売。同社初のフラットテレビとして登場した。発売当初のキャッチコピーは「タウが、来た。」「フラットの頂点へ」。タウの「T」には、flaT、digiTal、compacTの意味が込められていた。
歪みが少なく見やすい映像が特徴の「T（タウ）フラットハイビジョン管」、「デジタルスーパープログレッシブ」「デジタルシネマリアリティ」「デジタルゴーストリダクション」から構成されるデジタル処理をフルに生かした高画質を最大の特徴とし、他にも従来のドームスピーカーに代わる「ストレートホーン5スピーカー」、当時世界初の機能だった電子番組ガイド（EPG）などを搭載し、また省スペース性を徹底した斬新なデザインなどで先進性をアピールした。「T（タウ）」は大ヒットとなりフラットテレビとして「WEGA」と肩を並べる地位を確立する。同時にテレビ累計生産2億台を達成したモデルとなった。また、ブラウン管モデルとほぼ同時期に「プラズマT（タウ）」が登場している。
1年後の1999年9月には画像処理機能やスピーカーを強化した10機種が発売され、その中の上位機種だったTH-36/32FP20が同年のグッドデザイン賞を受賞している。スピーカーを下面に配置したスタイリッシュなデザインや新たに「ギガクオリティープログレッシブ」を採用したことにより、従来からの高画質・高音質機能をさらに充実させた点が特徴だった。キャッチコピーは「10億ポイントデジタル高画質」「デジタルの頂点へ」。
2000年のD10シリーズからBSデジタル放送チューナーを内蔵した「デジタルT（タウ）」が登場し、2001年のD20シリーズからは110度CSデジタル放送にも対応するようになる。2002年ソルトレークシティオリンピックの前後には、CMに浜崎あゆみを起用していた。ブラウン管に「オール・フォーカス・チューブ」を採用した2002年のD30シリーズでは「ビューティー・タウ」と謳い、CM曲にはフェイス・ヒル『Cry』が使用され本人も出演している。またアナログタウ2000年以降モデルは（地上・BS・110度CSデジタルチューナーやそれを内蔵したBDレコーダーが繋げる）「D1」または「D2」入力端子を後面に搭載（2000年モデルのFB3シリーズはD1入力端子が1系統のみだったが、2001年〜2007年モデルFB5・FB6・FB7・FB8シリーズはD1入力端子を2系統に増設。但しD端子に入力された信号はモニター出力端子より出力されない。加えてビデオ入力1端子は工場出荷時「モニター出力しない」設定となっており、そちらからの信号をモニター出力させる場合は初期設定メニューで「ビデオ入力1信号をモニター出力する」に設定。ビデオ入力2端子はM-Nコンバータ入力兼用。ビデオ入力4端子はS1またはS2映像入力非搭載でWOWOWデコーダー入力兼用となっており、初期設定メニューで「ビデオ4」・「デコーダー」いずれかを選ぶ方式。アナログTV放送が終了した現代はBSデコーダーおよびM-Nコンバータが不要になったので常時「ビデオ4」を選択）。なおアナログタウ4：3機種への「S1映像モニター出力端子」・「（M-Nコンバータ接続用）AFC入力端子」・「ワイドサラウンド回路」・「（本体スピーカーからも同時に音を出せる）ファミリーイヤホン端子」・「（画面の左右に配置されたスリム型フルレンジ）オープンタイプドームスピーカー」搭載はTH-29/25FB3（2000年モデル）を最後に廃止されている。
そして2003年に地上デジタル放送が開始されると「デジタルタウ」は3波フル対応となり、3波チューナー搭載のD50/D55/D60/D65シリーズは同社のブラウン管テレビ史上最高画質を誇り、これを以てハイビジョンブラウン管テレビが生産終了したことから最後の名機と評されている（2005年発売「TH-32/28D65」がデジタルタウおよびパナソニックブラウン管テレビ最終機種）。
同じく2003年にはブラウン管事業を東芝と統合し、松下東芝映像ディスプレイ株式会社を設立した（出資比率はパナソニック64.5%、東芝35.5%）。しかし国内でのブラウン管事業は2006年限りで撤退、2007年3月30日に東芝の持分をパナソニックに売却し社名もMT映像ディスプレイ株式会社に変更し、海外市場に特化することとなった。
パナソニックが行っていたテレビを使ったインターネットサービス「T navi」（2007年1月31日にアクトビラに発展解消する形で終了）のネーミングはタウに由来している。
パーソナルタウのうち15型（TH-15FA5/FR5）は本体前面中央に主電源ボタンのみを配置し、本体操作ボタン・イヤホン出力&前面AV入力端子は右側面に斜め配置されていた。
「T（タウ）」のブランド名はブラウン管テレビでは最後まで使用されていたが、「TH-29/25FB8」を最後に2007年8月限りで生産終了したため消滅した。また「（BSアナログハイビジョンM-Nコンバータ接続用）AFC入力端子」は2000年発売の「TH-29/25FB3」を最後に、「S1映像モニター出力端子」・「サラウンド&ファミリーイヤホン機能」は2005年発売の「TH-32/28D65」を最後にそれぞれ廃止された（のちにBSアナログハイビジョン放送は2007年9月30日限りで終了）。今日のデジタル放送は完全ステレオ化され、モノラルテレビは「TH-21/14RF1」・「TH-21FR50/15FR5」・「TH-21VFR60/15VFR5」・「TH-14EV60」が最終機種となった。
アナログチューナーのみを搭載した機種のリモコンには、2000年以降発売機種より「デジタルチューナー（地デジ&BS・110度CSとスカパー用）操作ボタン」が新設された（ただしパナソニック製品のみ対応で他社製品操作は不可）。
パナソニック製VTR上位機種と連動させる「VTRシステム端子」は本シリーズより全廃されている（2000年〜2009年に発売されたBSデジタル・地デジ内蔵機種では「Irシステム」端子へ衣替え。プラグ・端子形状こそ従来型VTRシステムと共通だが、両者に互換性は無い。2006年以降発売のビエラよりHDMI連動「ビエラリンク」へ進化）。（順送り選局時に放送の無い空きチャンネルを飛ばす）スキップ機能は対象が「外部入力」画面へも拡大され、アナログAV及びHDMIケーブルが繋がっていない空き端子も自動的に飛ばして「ケーブルが繋がっている端子の画面のみを呼び出せる」ようになった（全ての端子が空いている場合、入力切替ボタンを押すと「外部入力端子に何も接続されていません」とエラー表示）。またアナログUHFチャンネルをどのポジションに登録したかが一目でわかる「リモコンチャンネルラベル」は、デジタルチューナー搭載モデル「Dシリーズ」以降同梱廃止となっている（アナログTV放送終了と共に表示書き換え機能は「外部入力画面」のみに限定）。
今日の衛星デジタル有料チャンネルは「視聴契約し規定の料金を各放送事業者へ支払うのみで視聴可」となっており、スカパー!プレミアム視聴時を除けば専用デコーダー類が一切不要となったため、従来のBSアナログテレビとレコーダー類に搭載されていたWOWOWデコーダー接続用「検波およびビットストリーム入出力端子」は本シリーズ（地上・BSデジタルチューナー搭載機種）より全廃されている。
ブラウン管テレビの補修用性能部品供給は・2015年限りで国内メーカー全社が終了したため、故障した場合は最新薄型テレビへ買い替えとなる。

## VIERA
プラズマテレビ・液晶テレビは2003年まで「プラズマタウ」「液晶タウ」として発売されていたが、2003年9月に「VIERA」が発売されると本格的にパナソニック製の薄型テレビに力が入るようになった。

## 備考
パナソニックブランドの国内展開が始まる以前、1960年代後半から1970年代初頭にかけて生産されていたトランジスタ（白黒）テレビ「パナパナ」などが「NATIONAL PANASONIC」の名称を使用していたことがある。
また1986年頃までカラーテレビの型番は現在のような「TH-（型数・シリーズ名）」ではなく、「TH（型数）-（シリーズ名）」となっていた。
事業部制をとっていた時代の松下電器ではカラーテレビと白黒テレビで部署が異なっていた。カラーテレビはテレビ事業部（大阪府茨木市、14型〜11型は栃木県宇都宮市の分工場で生産）、白黒テレビは藤沢テレビ事業部（神奈川県藤沢市、コンピュータディスプレイなどを経て現在は車載用液晶モニター・地デジチューナーに事業変更したが2009年3月に閉鎖）だった。藤沢テレビ事業部では1.5型という世界最小のブラウン管テレビを生み出している。パナソニックプラズマディスプレイの本社はかつての松下電器テレビ事業部の場所である。
かつてのステレオアナログTVには「サラウンドスピーカー」端子があり、パナソニック純正サラウンドスピーカー（別売り）を接続する事でTV内蔵のサラウンド効果が更に強調された（但しサラウンドスピーカーは1個だけ接続しても音は出ず、必ず2個接続する。また効果音を出す仕組みなので大音量は得られない）。しかし「ヨコヅナ」シリーズ以降はサラウンドスピーカー端子が撤去され、現在はホームシアター・サラウンドヘッドホン・ラックシアターがサラウンドシステムの主役である。
1994年には当時の松下電工が「ナショナル（National）」ブランドでフラットアンテナ一体型BSアナログチューナー「BSコンポPAH330」を発売。衛星アンテナ部は折り畳みが可能であると共に、本体（チューナー部）より切り離してベランダ手すりなどへも設置可能だった（ただしアンテナ線と周辺部品は別売りで、ブースター使用時に本機チューナー電源を入れた状態でのアンテナ電源供給停止ができないため、本機チューナーをナショナル/パナソニック含む汎用パラボラアンテナと組み合わせたり、本機チューナー部より取り外した衛星アンテナ部をナショナル/パナソニック含む他のBSアナログ/デジタルチューナーと組み合わせる・本機チューナー部アンテナ線をブースターで地上波と混合伝送する・汎用アンテナ用取付金具を本機衛星アンテナ取付に用いることは不可。電源は付属ACアダプタまたは別売りカー電源アダプタを使用。AV出力は1系統のみで、AFC入力端子は非搭載のためBSアナログハイビジョン放送視聴不可。録画機へも接続可能だが番組表など予約機能はなく、本機はシングルチューナーのため録画中のチャンネル変更は不可。チャンネルロック機能は非搭載のため、録画中にチャンネルを変えると録画されるチャンネルも変わってしまい・目的番組の録画ができなくなる。接続相手のTV受像機や録画機がモノラルの場合は市販のモノラル - ステレオ変換AVケーブルを用意する。本機チューナーで録画中に本機の電源を切る・ACアダプタを抜く・アンテナと一体化した本体の向きを正しい方向から変えるなどすると録画ができなくなる。TV受像機・録画機両方へのAV接続には市販のAV分配器が別途必要。RFアダプター端子も搭載しており、AV端子のない旧型テレビ受像機とも組み合わせ可能=この場合、ステレオ放送は全てモノラル再生となる。アンテナ折り畳み時は必ず電源を切りACアダプタを抜く）。
現在「ビエラ」の取扱説明書に書かれているパナソニック製TV製造部門名は「映像・ディスプレイディバイス事業グループ」、住所は「大阪府門真市（〒571-8504）」となっている。
かつて自社生産されていたパナソニック純正テレビ台は、ブラウン管テレビ終焉と共に2007年限りで生産終了。同年にその後継として初代モデル「SC-HTR100/300」が登場した「ラックシアター（ビエラリンク・アンプ・スピーカー付きテレビ台）」も、SC-HTX730/530を最後に2017年限りで生産終了（現行ホームシアターは「サブウーハー付きシアターバー」のみ）。のちに「パナソニック系列店でのみ販売されるビエラ共用台」が2019年に発売されたが・わずか2年（2021年限り）で生産を終えて「在庫品限り」となり、殆どのパナソニックショップではハヤミ工産（「TIMEZ」ブランド）・朝日木材加工などの他社製テレビ共用台を仕入れている。なおビエラカタログ裏表紙には「テレビ買い換え時は、テレビ台も同時に新しく買い換える」よう促す注意書きが表記されている（ブラウン管時代からのテレビ台が老朽化している場合、薄型テレビの重さに耐えられず台が潰れるおそれがあるため）。
アナログ時代の地上波アンテナ線は同軸ケーブルに加え「平行フィーダー線」も多く用いられていたが、径の細いフィーダー線は雑音や妨害電波に弱く、加えて（1台のアンテナで受信した電波を分配し）各部屋で地上波とBSが視聴できる「ブースター式混合伝送」が急速に普及したことから、（BS・CSとの混合伝送ができない）フィーダー線は同軸ケーブルに取って代わられる形で需要が減少。アナログTV放送終了と共に平行フィーダーアンテナ線・VHF/UHF分波器＆混合器・樹脂製アンテナプラグ・同軸ケーブルおよびフィーダー直付け式アンテナコンセントは生産を終了した。かつて自社生産していたパナソニックブランド地上波アンテナとその周辺部品は2015年限りで販売終了となり、DXアンテナへ生産委託される形で販売されていた衛星アンテナも、2017年発売「TA-BCS45U1/UK1」を最後に2023年限りで販売終了。これを以てパナソニックは自社ブランドアンテナ販売より完全撤退となり、現在パナソニックショップに供給されるアンテナとその周辺部品はマスプロ電工・日本アンテナ・DXアンテナ・マックステルなどの他社製品に置き換わっている。なお1998年3月まで販売されていたフラット型BSアナログアンテナは性能特性上、4K/8K受信への流用不可。またアナログ時代の樹脂製アンテナプラグは外れやすく雑音・外来ノイズに弱いため、今日のデジタル放送受信に流用すると「ブロックノイズにより映像・音声が止まる」などの症状が出て正常に視聴・録画できない場合があるので、「外来ノイズに強くシールド効果の高い金属製F型接栓への交換」が推奨されている。アナログ時代に製造された衛星アンテナもBSデジタル受信へは流用可能だが、4K/8K放送を視聴する場合は「（ケーブル・アンテナコンセント・分配器・ブースターなどの周辺部品も含め）左旋円偏波に対応した最新モデルへの交換」が推奨されている。
従来型アナログTV受像機につなぐ外付デジタル3波チューナーは2003年に「TU-MHD500」が、2005年に「TU-MHD600」がそれぞれ発売された（2010年限りで生産終了。データ放送・双方向サービス・電子番組表に対応し、S1&D4映像出力端子と光デジタル出力端子も搭載。ヘッドホン端子は全機種非搭載のため、ヘッドホンはTV受像機やアンプ経由でつなぐ。リモコンはナショナル・パナソニック以外の他社製テレビも操作可能で、放送切替ボタンは数字ボタンを押した時も含め点滅。デザインは「プラズマビエラPX20シリーズ」および「液晶ビエラLX30シリーズ」に準じている。TU-MHD500はマスプロ電工へも「DT200」として、シャープへも「TU-HD100」として、日本ビクター=現・JVCケンウッドへも「TU-MDS50」として、富士通ゼネラルへも「P-TU2000JS」としてそれぞれOEM供給）。